# Brookville (Ohio)
Pour les articles homonymes, voir Brookville.
Brookville est une ville américaine située dans le comté de Montgomery, dans l'Ohio. Selon le recensement de 2010, sa population est de 5 884 habitants.